# Morentin
Morentin es un municipio español de la Comunidad Foral de Navarra, situado en la Merindad de Estella, en la comarca de Estella Oriental y a 51,3 km de la capital de la comunidad, Pamplona. Su población en 2021 fue de 116 habitantes (INE).

## Toponimia

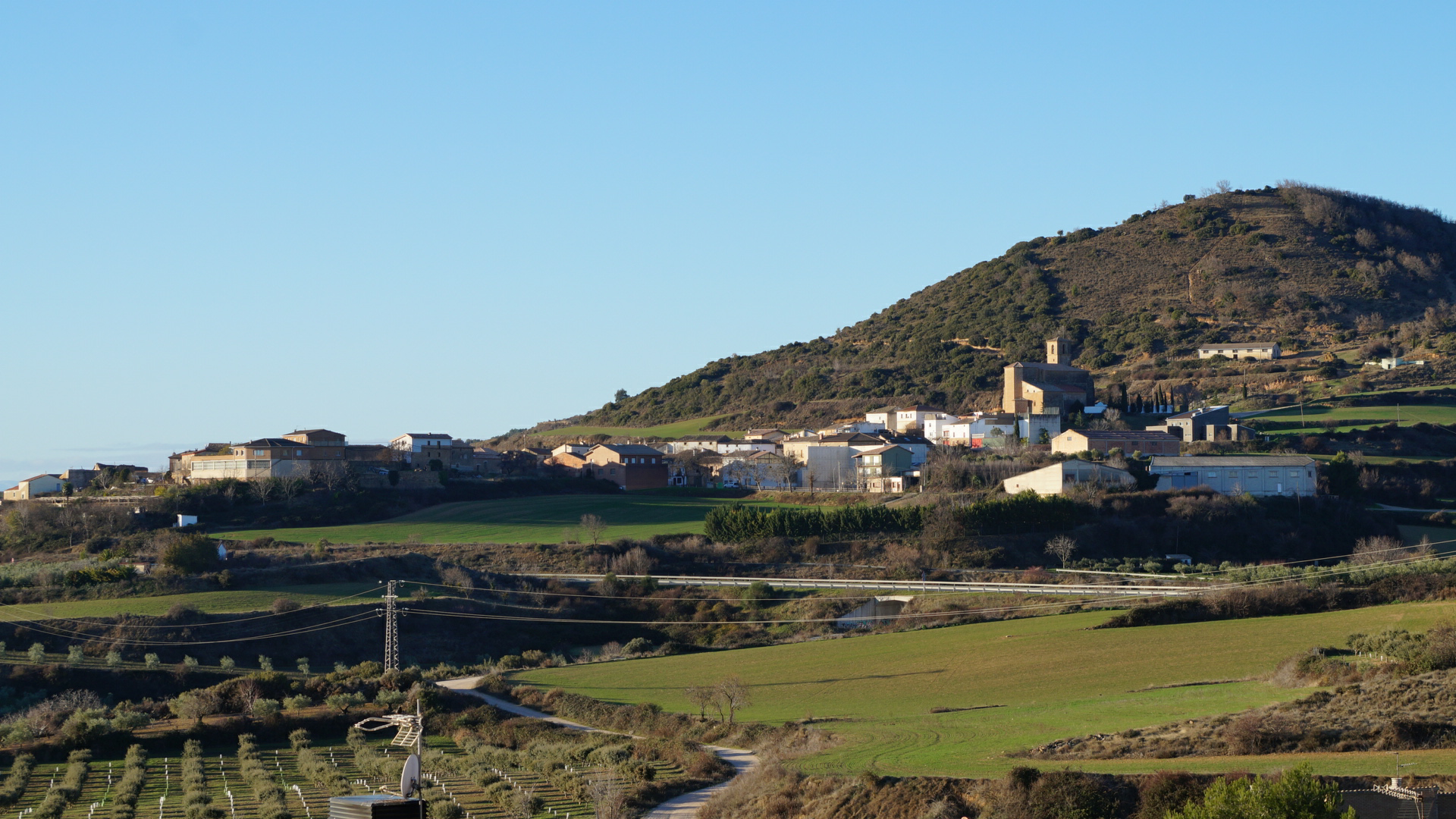
Morentin visto desde Aberin

Probablemente significa ‘lugar de una persona llamada Morent-. Estaría formado con el nombre de persona Morent- (Julio Caro Baroja piensa que sería Maurentius) y el sufijo latino -ianus que indica propiedad.
En la documentación antigua aparece como Morendiain, Domingo de (1210, NEN), Morendien, For. de (1119, NEN), Morentin (1268, NEN), etc.

## Geografía
La localidad de Morentin está situada en la parte occidental de la Comunidad Foral de Navarra, dentro de la Zona Media de Navarra o Navarra Media y la comarca geográfica de Tierra Estella Valle de la Solana, a una altitud de 536 m s. n. m. Su término municipal tiene una superficie de 8,94 km² y limita al Norte y Este con el municipio de Aberin, al sur con el de Oteiza y al oeste con el de Dicastillo.

## Demografía
Morentin cuenta con una población de 107 habitantes (INE 2024).
| Gráfica de evolución demográfica de Morentín entre 1842 y 2021                                                      |
| |
| Población de derecho según los censos de población del INE Población de hecho según los censos de población del INE |

## Símbolos

### Escudo
El escudo de armas del lugar de Morentin tiene el siguiente blasón:

Cuartelado: 1° y 4º de gules y la cruz de San Andrés de plata, surmontada de una corona de lo mismo. 2º y 3º de gules y cinco quinas de plata en sotuer.

## Administración y política

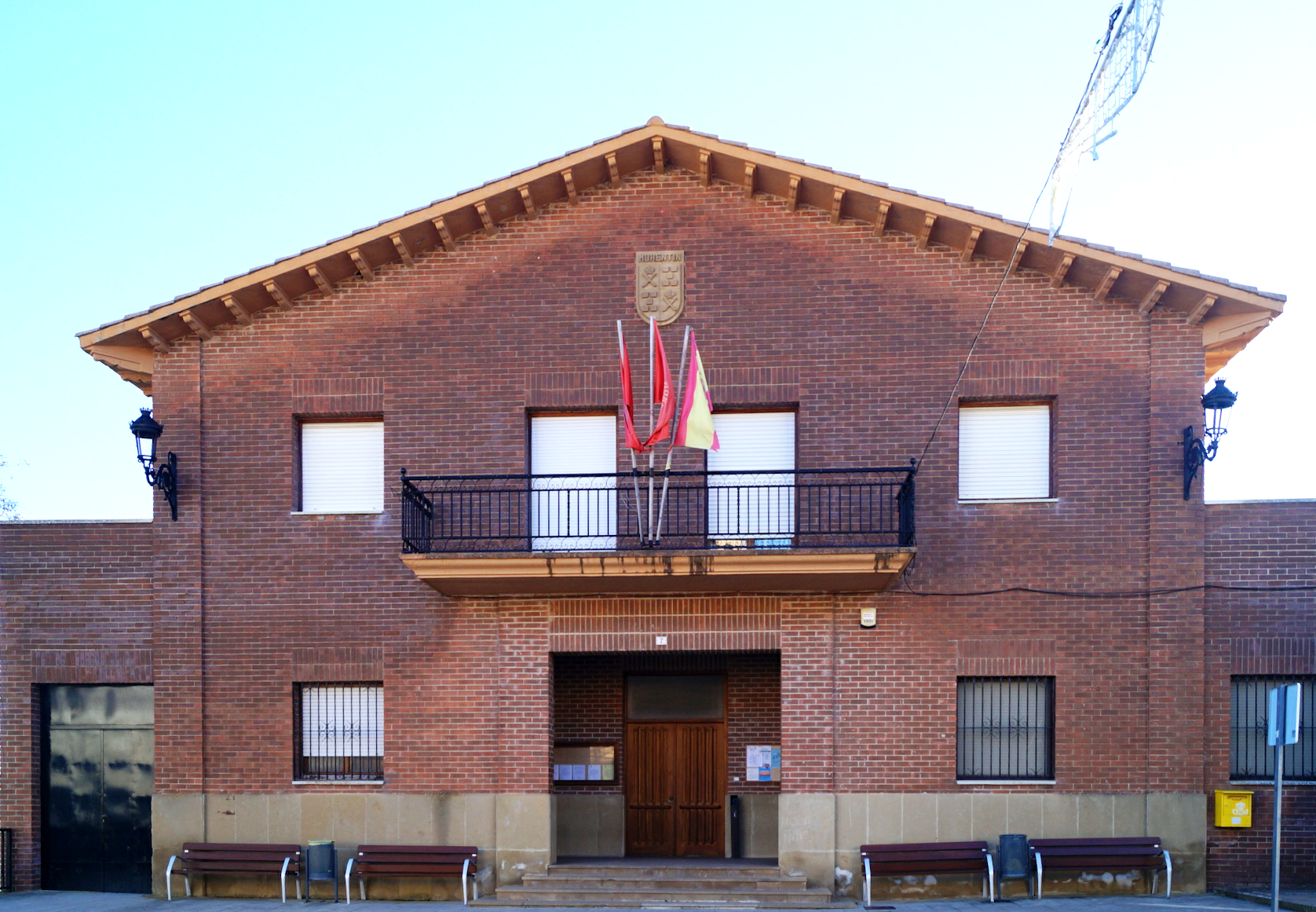
Ayuntamiento de Morentin

Morentin conforma un municipio el cual está gobernado por un ayuntamiento de gestión democrática desde 1979, formado por miembros elegidos en las elecciones municipales según está dispuesto en la Ley Orgánica del Régimen Electoral General. La sede del consistorio está situada en la calle de los Fueros, s/n de la localidad de Morentin.
| Mandato   | Nombre del alcalde         | Partido político   |
| --------- | -------------------------- | ------------------ |
| 1979-1983 |                            |                    |
| 1983-1987 |                            |                    |
| 1987-1991 |                            |                    |
| 1991-1995 |                            |                    |
| 1995-1999 |                            |                    |
| 1999-2003 |                            |                    |
| 2003-2007 |                            |                    |
| 2007-2011 | Jesús Martínez Barandalla  | A.I Leorin         |
| 2011-2023 | María Pilar Barbarin López | A.I Leorin         |
| 2023-     | Elisa Remírez Peñas        | A.I Nuevo Morentin |

## Cultura

### Lengua
Durante la Edad Media y principios de la Edad Moderna, Morentin se situó en la frontera lingüística euskera-romance. Hasta principios del siglo XVI, la lengua hegemónica debió ser el euskera. En 1527 se la consideraba localidad "romanzada" y Allo, que se sitúa más al sur, como "vascongada". A esas alturas, debía ser una zona bilingüe, pues aun en 1645 se dice respecto a sus vecinos que "la mayor parte entienden la lengua vascongada". A partir del siglo XVIII, el castellano desplazó completamente al euskera en la zona.

### Arte

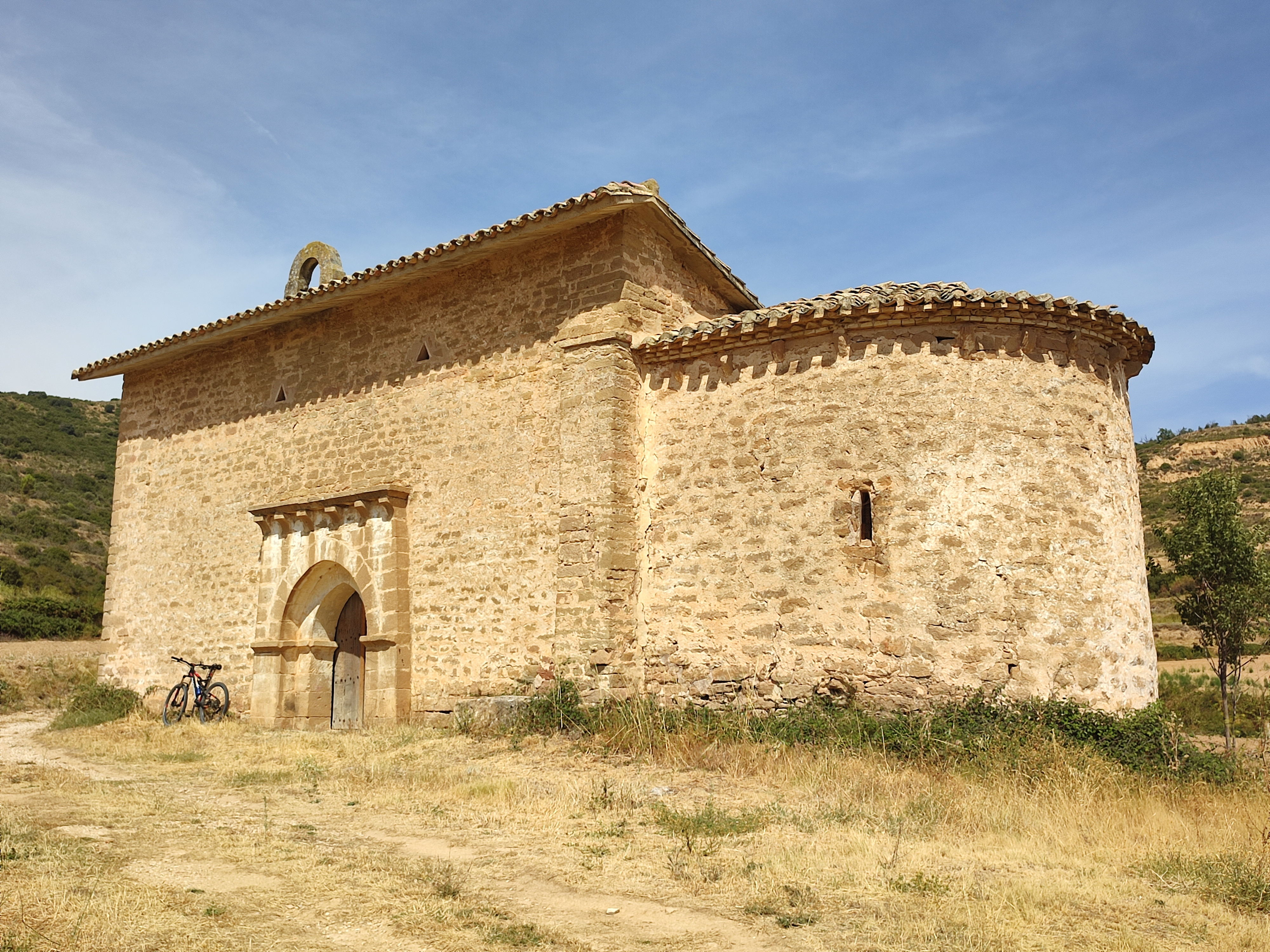
Ermita de Nuestra Señora de Leorin

- Iglesia parroquial de San Andrés, gótica pero remodelada en el siglo XVII.[1]
- Ermita de Nuestra Señora de Leorin, junto a la gasolinera.
- Ermita de San Gregorio Ostiense, del siglo XVI.[1]